# 48 CC
Dans le jargon de l'édition, 48 CC désigne une bande dessinée de 48 pages, cartonnée et en couleur. Le format de 48 pages est la pagination la plus économique, devenue la norme.

## Description et historique
L'expression a été inventée par Jean-Christophe Menu. Il théorise sur ce format très répandu qui selon lui formate excessivement la créativité en bande dessinée,, notamment dans sa thèse éditée chez l'Association La Bande Dessinée et son Double (2011) ,.
Un album de 48 pages permet en effet suffisamment d'images pour raconter une histoire complète. De plus, techniquement il est plus logique d'avoir un nombre de pages multiple de 8 (ici 8 planches x 6 = 48 planches), car les plaques d'imprimerie supportent généralement l'impression de 4 planches d'une bande-dessinée. Si on tient compte de l'impression recto et verso, un multiple de 8 planches est plus judicieux.
L'impression au format A1 contraint à un nombre de pages multiple de 16 : impression sur papier à la taille A1, recto/verso, puis la feuille est pliée en 4 formant un cahier de 16 pages.
Cette pagination implique la plupart du temps une page de titre + une page de mentions légales + 46 planches dessinées.

## Collection
48 CC est également le nom d'une collection de bandes dessinées chez NA.